# Liste der Secretaries of State von Puerto Rico

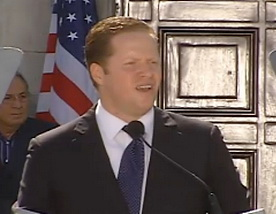
David Bernier, derzeitiger Secretary of State von Puerto Rico

Diese Liste umfasst die Secretaries of State des US-Außengebietes von Puerto Rico. Das Amt wurde 1952 nach der Verabschiedung der Verfassung von Puerto Rico geschaffen. Der Secretary of State fungiert in Puerto Rico als stellvertretender Gouverneur.
| Name                       | Amtszeit  | Partei |
| -------------------------- | --------- | ------ |
| Roberto Sánchez Vilella    | 1952–1964 | PDP    |
| Carlos J. Lastra           | 1965–1966 | PDP    |
| Guillermo Irizarry         | 1966–1969 | PDP    |
| Carlos Fernando Chardón    | 1969–1973 | NPP    |
| Victor M. Pons             | 1973–1974 | PDP    |
| Juan A. Albors             | 1975–1977 | PDP    |
| Reinaldo Paniagua Diez     | 1977–1979 | NPP    |
| Pedro R. Vazquez           | 1979–1981 | NPP    |
| Carlos Quiros              | 1981–1985 | NPP    |
| Héctor Luis Acevedo        | 1985–1988 | PDP    |
| Alfonso Lopez Char         | 1988      | PDP    |
| Sila María Calderón        | 1988–1990 | PDP    |
| Antonio Colorado           | 1990–1992 | PDP    |
| Salvador M. Padilla Escabi | 1992–1993 | PDP    |
| Baltasar Corrada del Río   | 1993–1995 | NPP    |
| Norma Burgos               | 1995–1999 | NPP    |
| Angel Morey                | 1999–2001 | NPP    |
| Ferdinand Mercado          | 2001–2003 | PDP    |
| Jose Izquierdo Encarnacion | 2004      | PDP    |
| Marisara Pont Marchese     | 2005      | PDP    |
| Fernando J. Bonilla        | 2005–2009 | PDP    |
| Kenneth McClintock         | 2009–2013 | NPP    |
| David Bernier              | seit 2013 | PDP    |